# Benecko
Benecko (Duits: Benetzko) is een Tsjechische gemeente in de regio Liberec, in het district Semily. Benecko heeft 1.124 inwoners.
Bělá · Benecko · Benešov u Semil · Bozkov · Bradlecká Lhota · Bukovina u Čisté · Bystrá nad Jizerou · Čistá u Horek · Háje nad Jizerou · Holenice · Horka u Staré Paky · Horní Branná · Hrubá Skála · Chuchelna · Jablonec nad Jizerou · Jesenný · Jestřabí v Krkonoších · Jilemnice · Kacanovy · Karlovice · Klokočí · Košťálov · Kruh · Ktová · Levínská Olešnice · Libštát · Lomnice nad Popelkou · Loučky · Martinice v Krkonoších · Mírová pod Kozákovem · Modřišice · Mříčná · Nová Ves nad Popelkou · Ohrazenice · Olešnice · Paseky nad Jizerou · Peřimov · Poniklá · Přepeře · Příkrý · Radostná pod Kozákovem · Rakousy · Rokytnice nad Jizerou · Roprachtice · Rovensko pod Troskami · Roztoky u Jilemnice · Roztoky u Semil · Semily · Slaná · Stružinec · Studenec · Svojek · Syřenov · Tatobity · Troskovice · Turnov · Veselá · Víchová nad Jizerou · Vítkovice · Všeň · Vyskeř · Vysoké nad Jizerou · Záhoří · Žernov